# Дом для богатых
«Дом для богатых» — художественный фильм режиссёра Владимира Фокина по сценарию Анатолия Гребнева.

## Сюжет
Квартира в старом московском особняке — основное место действия и одновременно главное «действующее лицо» фильма. В середине XIX века промотавшийся дворянин Бурковский продает родовой дом, и с этого момента начинаются превращения квартиры, переплетаясь с судьбами людей, её населявших: от народовольцев до большевистских комиссаров, от страшной коммуналки до воссоздания в первоначальном виде шикарных апартаментов «новым русским» Румяновым — популярным сатириком, поэтом, артистом. Хозяева и постояльцы, аристократы и мещане, верующие и атеисты — каждый из множества героев прожил свою единственную жизнь так, как считал правильным и в то время, которое ему выпало.

## В ролях
- Валентин Гафт — Роман Петрович Румянов
- Владимир Ерёмин — Бурковский
- Константин Хабенский — Юра
- Юрий Степанов — Серафим
- Валерий Баринов — Шпет
- Сергей Виноградов — Георгий Максимов
- Полина Фокина — Ксения Максимова
- Татьяна Окуневская — Анна Казимировна
- Евгений Сидихин — Серебряков
- Ирина Гринёва — Анна Казимировна в молодости
- Антонина Дмитриева — Нюра
- Любава Аристархова — Нюра в молодости
- Елена Кучеренко — Ира
- Валерий Гаркалин — капитан Скороходов
- Александр Феклистов — Фёдор Ильич
- Лариса Лужина — бывшая жена Романа Петровича
- Елена Романова — бывшая жена Романа Петровича
- Дарья Михайлова — бывшая жена Романа Петровича
- Юрий Назаров — Владилен Серебряков
- Владимир Стержаков — архитектор
- Любовь Германова — искусствовед

## Съёмочная группа
- Автор сценария: Анатолий Гребнев
- Режиссёр-постановщик: Владимир Фокин
- Оператор-постановщик: Вадим Алисов
- Художники-постановщики: Михаил Карташов, Людмила Кусакова
- Композитор: Владимир Дашкевич
- Звукорежиссёр: Александр Нехорошев
- Художник по костюмам: Светлана Медовая
- Российский государственный симфонический оркестр кинематографии
  - Дирижёр: Сергей Скрипка
- Запись музыки: Геннадий Папин
- Музыкальный редактор: Арсений Лаписов
- Продюсер: Александр Васильков
- Директор картины: Андрей Синявский

## Награды и премии
- Приз «Бронзовый пегас» режиссёру В. Фокину на кинофестивале «Московский пегас» в 2000 году.
- Номинация на Национальную премию кинокритики и кинопрессы «Золотой Овен» в категории «Лучший сценарий» (Анатолий Гребнев) в 2000 году.
- Специальный диплом жюри белорусских кинематографистов за изобразительное решение фильма Л. Кусаковой, М. Карташову на международном кинофестивале стран СНГ и Балтии «Листопад» в Минске в 2000 году.
- «Ника» в категории «Лучшая сценарная работа» (Анатолий Гребнев) в 2000 году.